# Orduspor
Orduspor is een voetbalclub opgericht in 1967 te Altınordu, Turkije. De voetbalclub speelt in het paars-wit, en de thuisbasis is het 19 Eylülstadion.
Acht jaar na oprichting promoveerde de club al naar de Süper Lig. De beste prestatie werd behaald in het seizoen 1978/79. Orduspor werd destijds vierde van Turkije. Het jaar erop mochten ze daarom deelnemen aan de UEFA Cup. Orduspor vestigde in 2004/2005 een record in Turkije: de club won (in Lig B) zeventien wedstrijden achter elkaar. Mede hierdoor promoveerden ze naar Lig A.

## Geschiedenis

### Oprichting
Orduspor is opgericht na de fusie van Karadeniz İdman Yurdu, Ordu Gücü, Ocak Kulübü, 19 Eylül en Yolaç. Orduspor heeft paars en wit als clubkleuren. Men heeft deze kleuren zeer bedachtzaam gekozen. De oprichting van Orduspor werd zelfs met een jaar vertraagd, omdat men de juiste kleuren niet kon kiezen. De volgende drie redenen gaven de doorslag bij keuze van de kleuren; De kleur paars staat voor begeerte en discipline, en wit staat voor broederschap en ordening. In de provincie Ordu zijn vele paarse viooltjes te zien. Men wilde geen van de gefuseerde clubs voortrekken, waardoor een kleur werd gekozen die alle vijf de ploegen niet als clubkleuren hadden. Daarnaast wilde Orduspor uniek zijn; geen enkel ploeg in Turkije had destijds paars en wit als clubkleuren.

### De jaren 70
In het seizoen 1978/79 won Orduspor alle vier de uitwedstrijden van de grote vier van Turkije (Beşiktaş, Fenerbahçe, Galatasaray en Trabzonspor). Nog nooit heeft een andere club dit kunnen doen. In 1979/80 won Orduspor met 2-0 van Baník Ostrava in de UEFA Cup. Daarmee was Orduspor de enige Turkse club dat jaar, die een wedstrijd in Europa won. Öner Piroğlu heeft 1088 minuten lang geen tegendoelpunt gehad in de Süper Lig. Daarmee staat hij nog steeds tweede achter recordhouder Şenol Güneş.

### 2010-
In het seizoen 2010/11 heeft Orduspor zich geplaatst voor de play-offs, na het behalen van een 5e plaats in de reguliere competitie. In deze na-competitie hebben ze in de eerste ronde Çaykur Rizespor verslagen. De belangrijke streek derby werd in het voordeel van Orduspor beslist doordat in de eerste wedstrijd in eigen huis een score van 4-0 werd behaald en de return 3-3 gelijk werd gespeeld. Hierdoor mocht 'Mor-Menekseler' door naar de finale van de play-offs waarin in een bloedstollende wedstrijd tegen Gaziantep Büyükşehir Belediyespor met 1-0 werd gewonnen. Het doelpunt kwam van de voet van Ahmet Kuru. In 2013 degradeerde de club weer naar de TFF 1. Lig. In het seizoen 2013/14 werd een derde plaats behaald en daarmee de play-offs bereikt. In de play-offs was Mersin Idman Yurdu over twee wedstrijden de betere partij. Een jaar later zakten ze af naar de Spor Toto 2. Lig door als 18de te eindigen. In 2015/16 eindigde de club ook in de 2. Lig op de 18de en laatste plek, dit betekende weer een degradatie, nu naar de Spor Toto 3. Lig. Seizoen 2016/2017 betekende weer een 18de en laatste plaats waardoor degradatie naar de Bölgesel Amatör Lig onvermijdelijk werd.

## Samenwerking met 'i Viola'
In 2011 is bekend geworden dat Orduspor en Fiorentina een samenwerkingsverband hebben ondertekend. Dit kwam doordat beide clubs bekendstaan als 'de Paarsen'. De gemeenschappelijke traditionele clubkleuren gaven hierbij dus de doorslag. Het samenwerkingsverband bevat onder andere het volgende:
- Een openingswedstrijd in Istanbul aan het begin van ieder seizoen, om het seizoen te openen.
- Een gemeenschappelijke jeugdopleiding.
- Elkaar voorrang gunnen bij een eventuele transfer van een speler van de club.
- De supporters artikelen van beiden clubs, zullen bij elkaar in de officiële club winkels worden verkocht.

Een deel van de opbrengsten die de clubs zo zullen behalen zullen worden geschonken aan goede doelen.

## Orduspor in Europa
Uitslagen vanuit gezichtspunt Orduspor
| Seizoen | Competitie | Ronde | Land              | Club          | Totaalscore | 1e W    | 2e W    | PUC |
| ------- | ---------- | ----- | ----------------- | ------------- | ----------- | ------- | ------- | --- |
| 1979/80 | UEFA Cup   | 1R    | Vlag van Tsjechië | Baník Ostrava | 2-6         | 2-0 (T) | 0-6 (U) | 2.0 |

Totaal aantal punten voor UEFA coëfficiënten: 2.0

## Bekende spelers
- Fevzi Elmas
- Çağlar Birinci
- Ibrahim Sulemana
- Ernani Pereira
- Yalçın Ayhan
- Wilfried Dalmat
- Murat Akin
- Ömer Kulga
- Souleymane Youla
- Sergio Zijler
- Emmanuel Culio
- Bogdan Stancu
- Fatih Tekke